# 釜石市
釜石市（日语：／ Kamaishi shi */?）是位於日本岩手縣東南部的城市。轄區大致位於三陸復興國立公園的中央地帶，東邊為面向太平洋的谷灣海岸，當地人口則集中在釜石市的下游沿岸地區。釜石市為日本近代發展鋼鐵工業的重要城市，當地也因盛行漁業而被稱為「鋼鐵和魚的城市」。釜石市全盛時期的人口數曾接近9萬人，但1960年代後受到產業轉型的影響，人口數便逐年減少。

## 地理

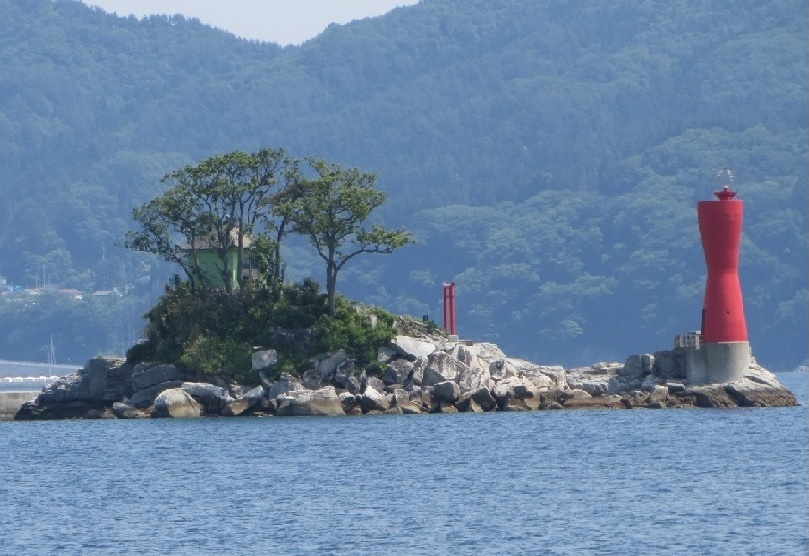
大槌灣上的蓬萊島 (岩手縣)

釜石市境內約64.7%的面積被山林和原野覆蓋，1.25%的土地為農業用地。東邊為面向太平洋的谷灣海岸，並坐落大槌灣、兩石灣、釜石灣和唐丹灣；西部則坐落著五葉山、愛染山、片羽山等海拔超過1000公尺的北上山地山岳。鵜住居川、甲子川、片岸川、熊野川等河流經市內，並在東邊的各海灣注入太平洋。2013年9月，包含釜石市在內的三陸地質公園被認證為日本的地質公園，並於並於2023年12月再度獲得認證。

### 氣候[6]
由於釜石市位於太平洋沿岸，受到洋流的影響，全年氣候較為溫和。根據統計，釜石市的年均溫約11℃至12℃，年降雨量則約1500至1800毫米。當地的降雨主要集中在夏季的梅雨季和颱風季，冬季的降雪則集中在山區地帶。

## 歷史
釜石市大約自繩紋時代早期便有人類活動的痕跡，市內的下之澤遺跡曾發掘出當地最年代最古老的押型文土器。而平安時代後期的川原遺跡則出土過中國生產的白瓷和青瓷、東海地方生產的常滑燒和產自渥美和瀨戶的陶器等文物。文治5年（1189年），阿曾沼廣綱因在奧州合戰中立下戰功，而被源賴朝授予釜石和大槌地區在內的遠野12鄉（遠野保）。
戰國時代末期，由於南部信直參與天正18年（1590年）的小田原之戰，而被豐臣秀吉賜予閉伊郡在內共7個郡的領地。至江戶時代，唐丹村以南為仙台藩的領地，平田村以北則由盛岡藩管轄。

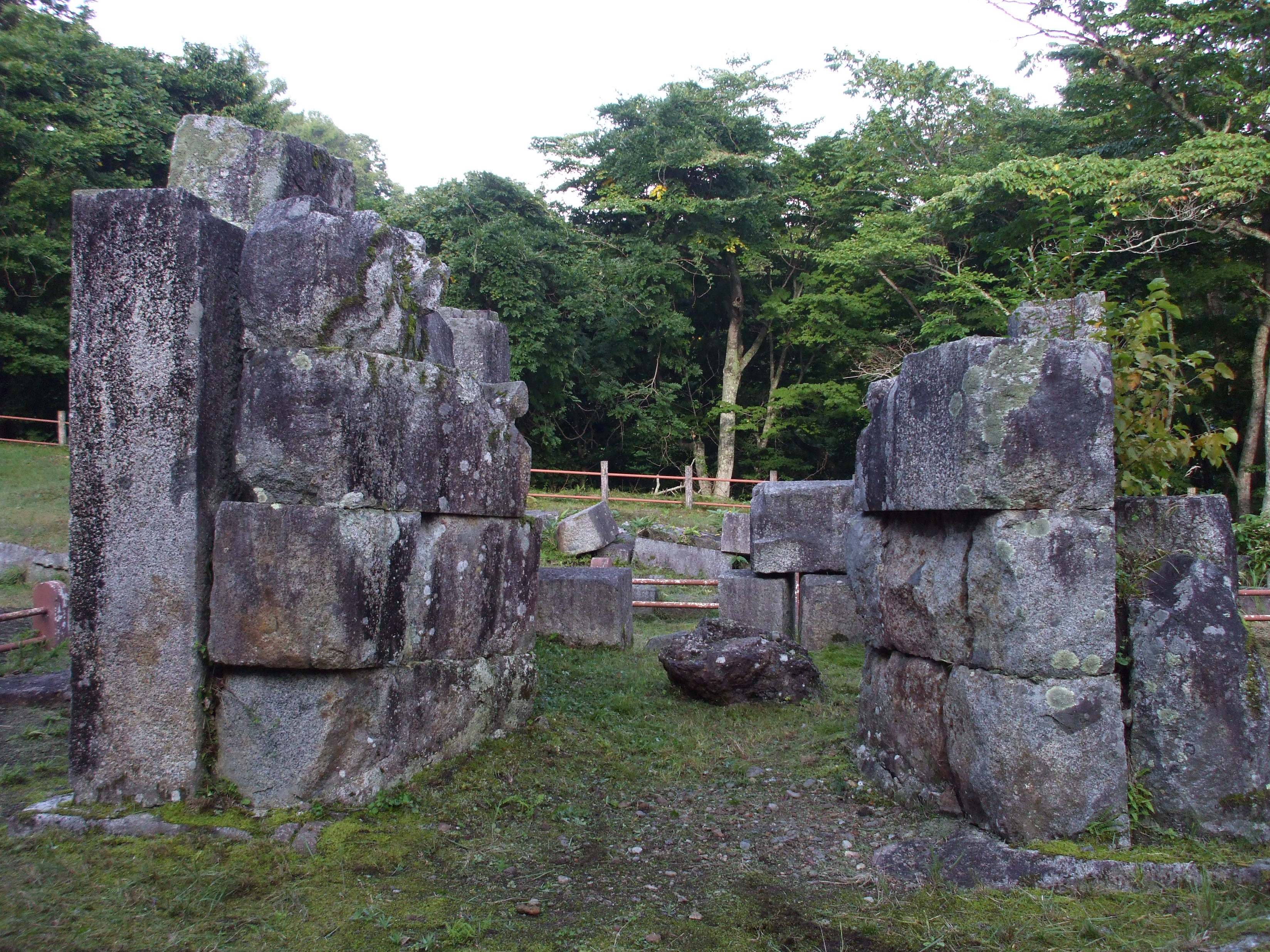
橋野高爐跡的3號高爐

江戶時代末期，盛岡藩的家臣大島高任於安政4年（1858年）成功建造日本第一座西式高爐（橋野高爐），其遺跡則於近代被指定為世界遺産。明治5年（1872年），日本第一張由日本人親自測量、繪圖和印刷的航海圖「陸中國釜石港之圖」由海陸水軍局（現海上保安廳海洋情報部）出版。明治13年（1880年），日本政府在當地建立日本第一座官營煉鋼廠，使釜石市成為日本近代煉鐵的發源地。
明治22年（1889年），日本實施町村制，並將境內的平田村和釜石村合併成釜石町。昭和12年（1937年），釜石町改制成釜石市。昭和30年（1955年），釜石市和甲子村、鵜住居村、唐丹村與栗橋村合併成現今的釜石市。
2011年3月11日的東日本大震災在釜石市引發震度5強至6弱的地震，並造成當地共885人死亡、176人失蹤、2954棟住宅全毀和687棟住宅嚴重毀損或半毀。當地的產業災損總額約為255億1830萬日圓。

## 行政
現任市長小野共於2023年11月在選舉中當選，其任期將持續至2027年11月。

## 經濟
根據日本2020年的國勢調查統計，釜石市的就業人口中有4.7%從事第一級產業，30%的就業人口從事第二級產業，64.3%則從事第三級產業。釜石市的工業以生產金屬機械工業製品等為主。而由於釜石市鄰近世界三大漁場之一的三陸漁場，因此自古以來便盛行漁業。1981年至1988年當地每年的水產捕獲總額皆超過100億日圓，但之後受到國際法規和東日本大震災的影響，漁獲量已不如以往。
由於釜石市内擁有豐富的自然景觀，因此吸引許多遊客到訪。東日本大震災發生前，釜石市每年的遊客人數約為80萬人。但震災發生後，2011年至2018年當地的遊客數一直落在28萬至36萬人次。2019年釜石市因作為世界盃橄欖球賽的比賽場地之一，使遊客數驟升至60萬人。但隔年即受到嚴重特殊傳染性肺炎疫情的影響，遊客數再度下滑至51萬人次。

## 教育

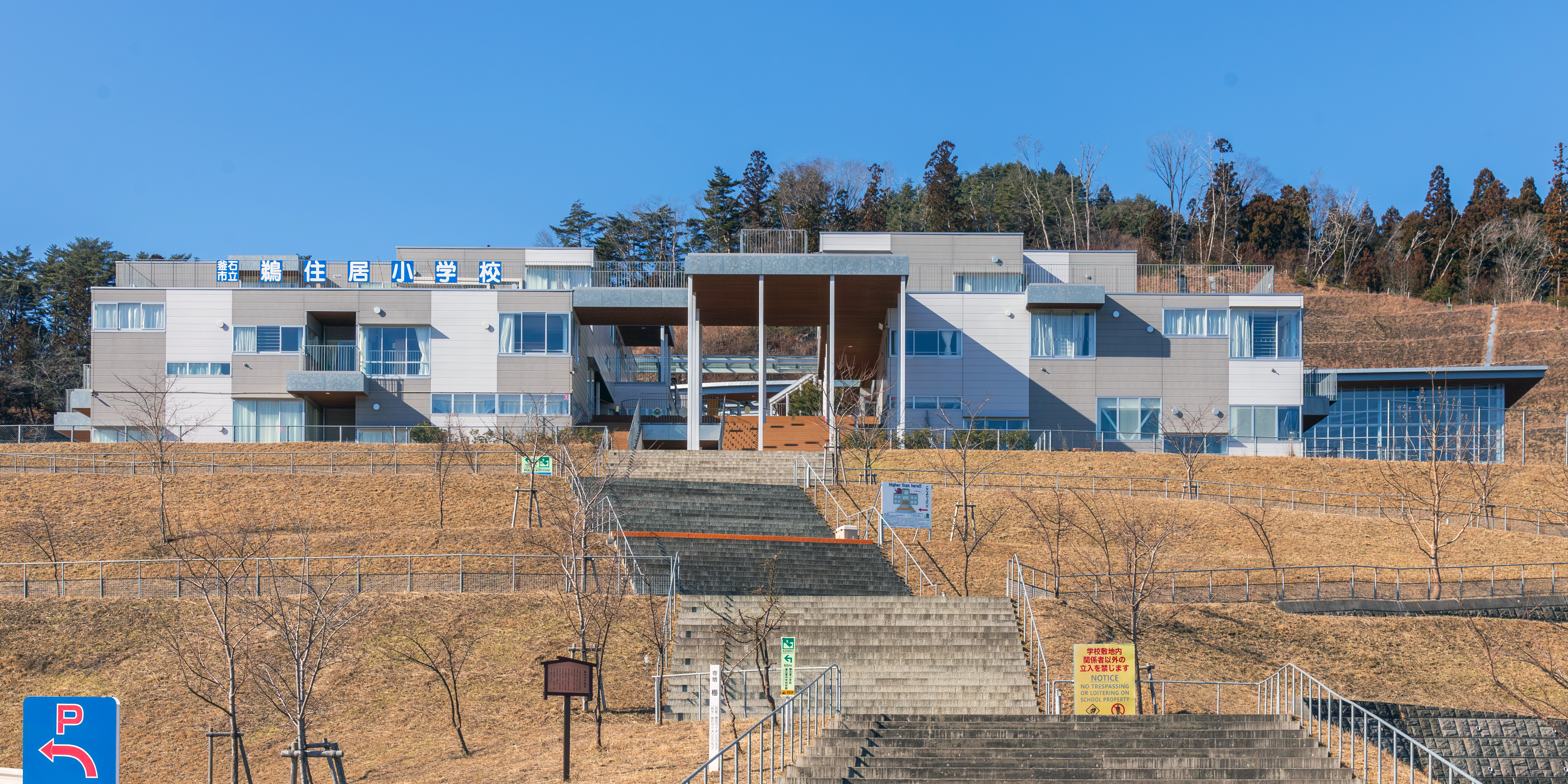
釜石市立鵜住居小學校

釜石市内共有9所小學校、5所中學校和2所高等學校。根據2021年5月的統計，市內的小學校共有1263名學生，中學校共有649名學生，高等學校則共有727名學生。

## 交通

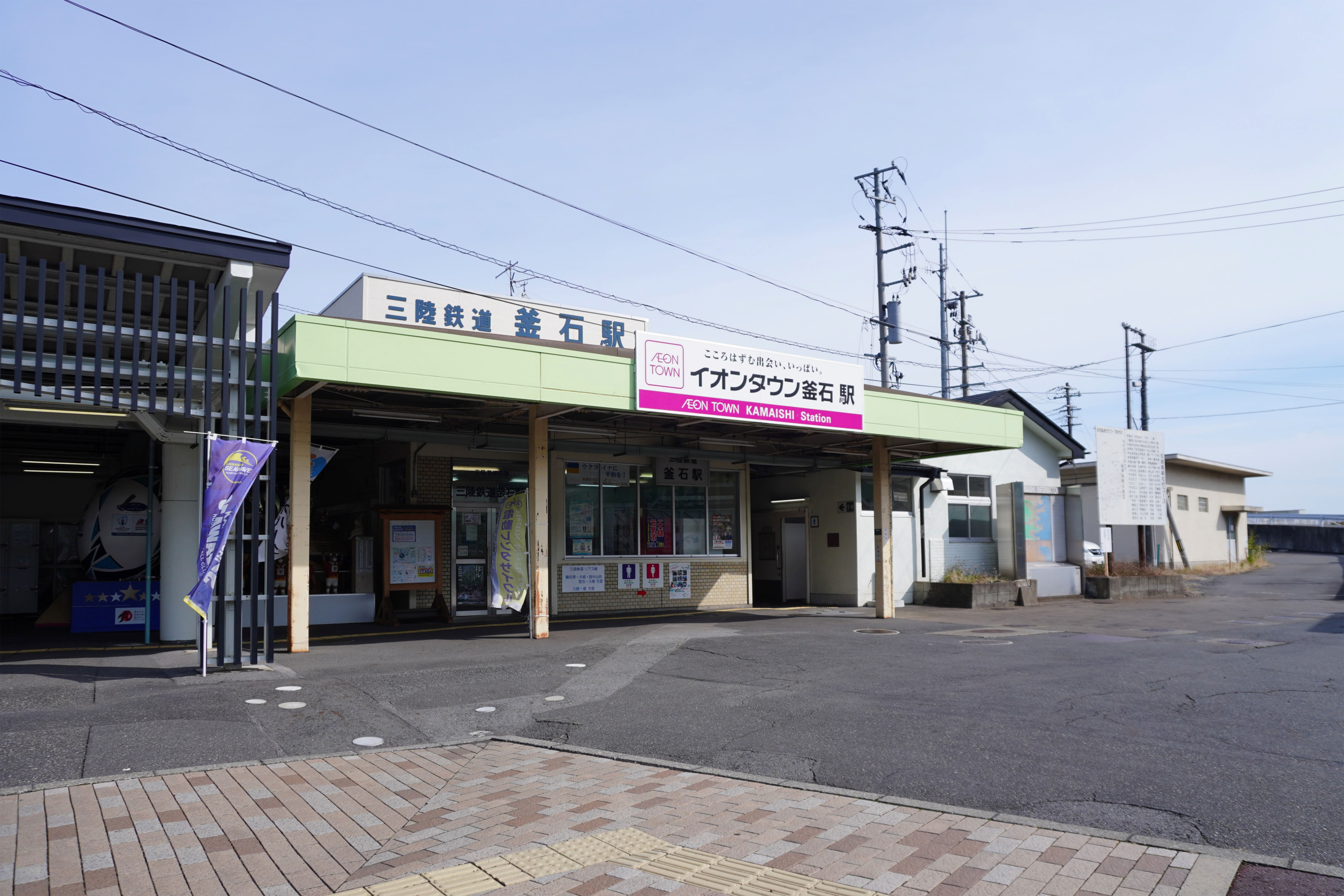
三陸鐵道的釜石站

國道283號以東西向穿越釜石市，國道45號和三陸沿岸道路則以南北向通過沿海地區。鐵路方面，東日本旅客鐵道的釜石線和三陸鐵道的谷灣線分別以東西向和南北向穿越釜石市，其中釜石站為上述兩條鐵路共構的車站。釜石線由西往東設置陸中大橋站、洞泉站、松倉站和小佐野站，谷灣線則由北往南設置鵜住居站、兩石站、平田站和唐丹站。

## 姐妹城市
釜石市與以下日本城市為友好姐妹城市:
| 城市   | 都道府縣 | 締結日期      |
| ------ | -------- | ------------- |
| 朝日町 | 富山縣   | 1984年7月31日 |
| 東海市 | 愛知縣   | 2007年3月24日 |

釜石市與以下國外城市為友好姐妹城市:
| 國家 | 城市                             | 締結日期      |
| ---- | -------------------------------- | ------------- |
| 法國 | 迪涅萊班（上普羅旺斯阿爾卑斯省） | 1994年4月20日 |